# Yuji Yoshida
Yuji Yoshida (吉田 有志 Yoshida Yuji?, nacido el 22 de abril de 2002 en Chiba) es un futbolista japonés que juega como centrocampista.
En 2019, Yoshida se unió al Cerezo Osaka de la J1 League.

## Trayectoria

### Clubes
| Club         | País  | Año    |
| ------------ | ----- | ------ |
| Cerezo Osaka | Japón | 2019 - |

## Estadística de carrera

### J. League
| Club                | Año   | J. League | J. League | Copa J. League | Copa J. League | Total | Total |
| Club                | Año   | Part.     | Goles     | Part.          | Goles          | Part. | Goles |
| ------------------- | ----- | --------- | --------- | -------------- | -------------- | ----- | ----- |
| Cerezo Osaka        | 2019  | 0         | 0         | 0              | 0              | 0     | 0     |
| Cerezo Osaka sub-23 | 2019  | 7         | 1         | -              | -              | 7     | 1     |
| Total               | Total | 7         | 1         | 0              | 0              | 7     | 1     |